# René Visse
Pour les articles homonymes, voir Visse.
René Visse, né le 22 octobre 1937 à Attigny (Ardennes) et mort le 18 février 2020 à Charleville-Mézières (Ardennes), est un homme politique français.

## Biographie
René Visse est né le 22 octobre 1937 à Attigny. Pendant la Seconde Guerre mondiale et l'occupation allemande, son père est déporté deux ans.
Il entre dans la vie active comme employé de la Sollac en Lorraine, puis travaille comme électricien d'entretien à la fonderie Porcher à Revin. En 1956, il adhère au Parti communiste français. Il fait partie des appelés amené à effectuer leur service militaire en Algérie, forcé de participer pendant 28 mois aux opérations de « pacification » et de maintien de l'ordre.
De retour dans les Ardennes, il est employé aux PTT comme monteur de lignes. Puis à 28 ans, dans le milieu des années 1960, il prend la tête du parti communiste en Ardennes et devient permanent au sein de l'appareil du parti. Il se présente aux élections législatives françaises de 1967, mais arrive en deuxième position des candidats de gauche au premier tour, derrière André Lebon, du parti socialiste. Son désistement permet à André Lebon d'être élu. La même situation se reproduit un an plus tard, aux élections législatives françaises de 1968 qui succède aux événements de mai 1968. Devancé au premier tour par André Lebon, il appelle à voter pour celui-ci au second tour, un second tour très serré mais qui voit la deuxième circonscription des Ardennes résister à la « vague gaulliste » constatée au niveau national. Une troisième fois, aux élections législatives françaises de 1973, André Lebon du parti socialiste se place une nouvelle fois en tête du premier tour avec 29,5 % des voix devant un candidat de droite de l’Union des Républicains de Progrès soutenant le Président de la République Georges Pompidou (28,3 %), puis René Visse du Parti communiste en troisième position (26,5 %), et divers candidats en dessous de la barre des 10 %. Au second tour, avec plus de 6 460 voix d’avance sur 48 290 suffrages exprimés, André Lebon est à nouveau élu grâce au report des voix communistes.
En 1977, René Visse est élu conseiller général à Monthermé, à la suite du décès accidentel du conseiller précédent, André Compain, du parti communiste également. Il sera réélu cinq fois à ce mandat. Il devient également conseiller régional.
La même année, aux élections législatives, durant le septennat de Valéry Giscard d'Estaing à la présidence de la République française, André Lebon ne se représente pas, et c'est lui, René Visse qui remporte le mandat de député des Ardennes dans la deuxième circonscription des Ardennes, en rassemblant sur son nom les suffrages des électeurs de gauche. Il reste député jusqu'en mai 1981, élections législatives qui suivent l'élection de François Mitterrand à la présidence de la République et se traduisent par une « vague rose », avec dans les Ardennes la victoire des trois candidats socialistes dans les trois circonscriptions. La deuxième circonscription est remportée par Gérard Istace. Il perd également en 1981 son mandat de conseiller régional mais le regagne en 1986, et le reste jusqu'en 2004.

## Détail des fonctions et des mandats
Mandat parlementaire
- 19 mars 1978 - 22 mai 1981 : Député de la 2e circonscription des Ardennes